# Franciszek Ksawery Martynowski (1873–1926)
Franciszek Ksawery Martynowski (ur. 3 grudnia 1873 w Bukowsku, zm. 3 czerwca 1926 w Sanoku) – polski wojskowy, urzędnik, działacz niepodległościowy, sokoli i społeczny.

## Życiorys
Franciszek Ksawery Martynowski urodził się 3 grudnia 1873 w Bukowsku jako syn Jan i Marianny z domu Podolak (małżeństwo od 1873). Miał siostrę Józefę (ur. 1876).
W okresie zaboru austriackiego w ramach autonomii galicyjskiej przez 12 lat i osiem miesięcy służył w c. i k. armii. W 1902 był feldfeblem, a w 1905 był c. k. sierżantem w Sanoku. Od około 1909 pełnił stanowisko urzędnika kancelaryjnego (kancelisty) w c. k. dyrekcji okręgu skarbowego w Sanoku.

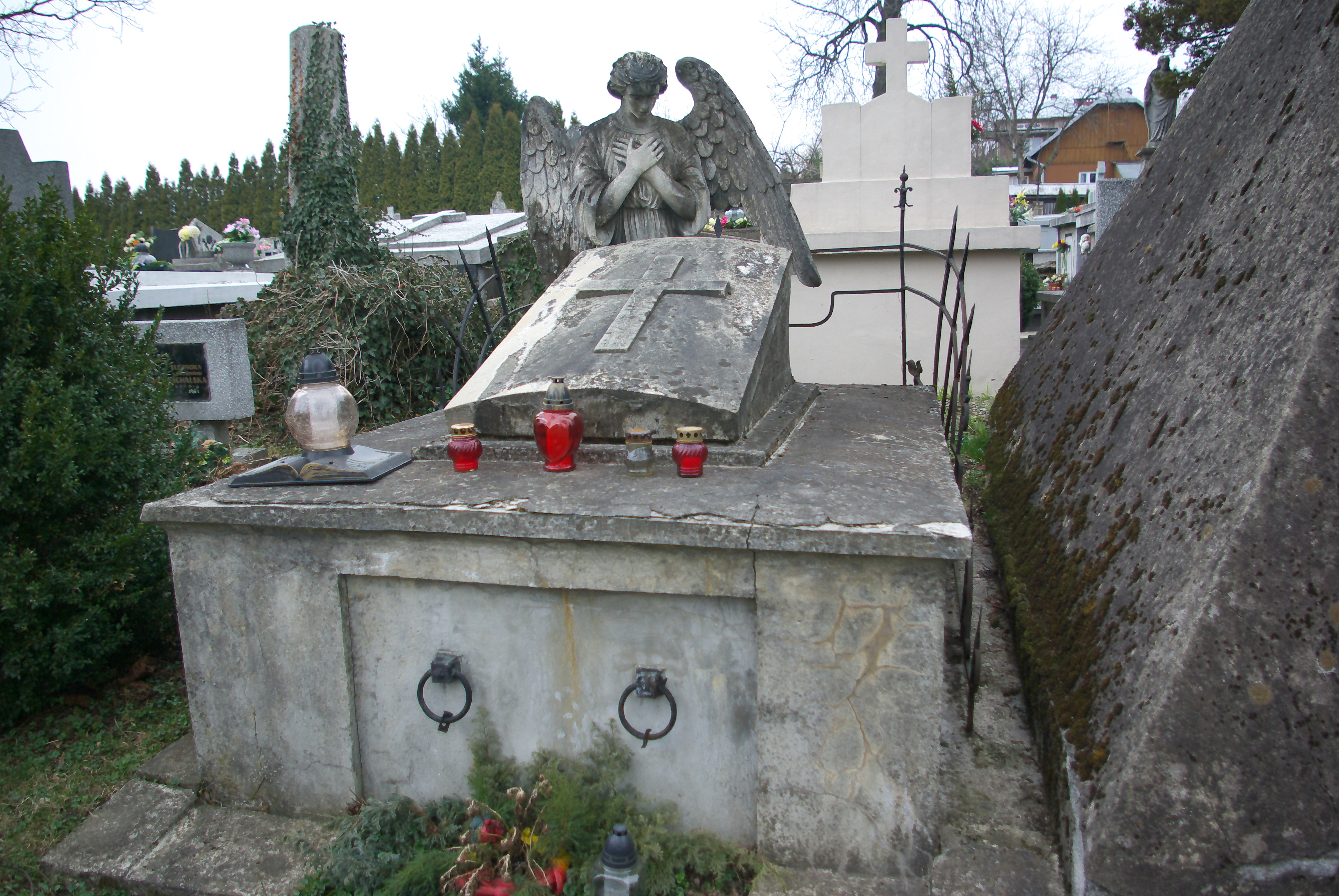
Nagrobek Franciszka Martynowskiego (stan z 2014)

W 1914 był naczelnikiem Sanockiej Chorągwi Drużyn Bartoszowych, założonej 3 sierpnia 1911 (liczba oddziału sanockiego liczyła: w 1911 członków 80, w 1912 – 134, a w 1913 – 176). Patronował drużynie młodzieży rzemieślniczej (działającej przy Czytelni Mieszczańskiej), wcielonej do powołanego 7 sierpnia 1921 sanockiego oddziału Związku Strzeleckiego (wraz z Janem Rajchlem), który współtworzył i angażował się w jego działalność oddając wiele czasu i poświęcenia. W sanockim oddziale ZS pełnił funkcję sekretarza. W dniach 21–23 września 1921 reprezentował oddział w Ogólnym Zjeździe Delegatów ZS w Warszawie. W latach 20. II Rzeczypospolitej kierował sanockim oddziałem Polskiego Związku Towarzystw Strzeleckich, działającym przy ul. Rynek.
Był członkiem sanockiego gniazda Polskiego Towarzystwa Gimnastycznego „Sokół”: w 1912, 1920, 1921, 1922, 1924. Zasiadał w zarządzie Towarzystwa Polskiej Ochronki Dzieci Chrześcijańskich sprawując stanowisko skarbnika od 1925.
Franciszek Martynowski zmarł 3 czerwca 1926 w Sanoku. Został pochowany na cmentarzu przy ul. Rymanowskiej w Sanoku 5 czerwca 1926. Nagrobek został zwieńczony rzeźbą anioła klęczącego nad księgą.
4 lutego 1902 poślubił w Sanoku Teofilę Marię Słuszkiewicz (1882–1951), córkę Michała Słuszkiewicza. Do Drużyn Bartoszowych należała zarówno Teofila Słuszkiewicz, a także Bogumiła Słuszkiewicz – obie w 1939 zamieszkiwały w Sanoku przy ulicy Emilii Plater 1.

## Odznaczenia
austro-węgierskie
- Brązowy Medal Jubileuszowy Pamiątkowy dla Sił Zbrojnych i Żandarmerii (przed 1912)[8]
- Krzyż Jubileuszowy dla Cywilnych Funkcjonariuszów Państwowych (przed 1913)[9]